# Kalendarium historii jezuitów w Polsce

## Kalendarium historii Towarzystwa Jezusowego (zakonu jezuitów) w Polsce

### XVI WIEK
1540 – Paweł III, bullą Regimini militantis Ecclesiae, zatwierdził Towarzystwo Jezusowe
1555 – przyjazd do Polski pierwszego jezuity, Alfonsa Salmeróna
1556, 31 lipca – śmierć założyciela zakonu jezuitów Ignacego Loyoli
1558-59 – pobyt w Polsce teologa jezuickiego Piotra Kanizego
1559, 29 czerwca – w Augsburgu wstąpił do Towarzystwa pierwszy Polak, Łukasz Krassowski
1564, 2 listopada – pierwsi jezuici przybyli do Lidzbarka na Warmii
w Wiedniu przypłacił życiem posługę zarażonym br. Zachariasz Forst, pierwszy Polak umierający w Towarzystwie
1565 – Franciszek Borgiasz, generał zakonu, deleguje na Litwę jezuitę Franciszka Sunyera w celu oceny tamtejszej sytuacji wyznaniowej
1565 – otwarcie szkoły w Braniewie;
następne: 1568 – Pułtusk, 1570 – Wilno, 1573 – Poznań, 1575 – Jarosław, 1584 – Dorpat, Kalisz, Połock, Ryga, 1585 – Nieśwież, 1586 – Lublin
1568 – w Pułtusku narodziny jezuickiego teatru szkolnego w Polsce
1568, 15 sierpnia – w Rzymie śmierć jezuity Stanisława Kostki
1569 – Walerian Protasewicz Szuszkowski, biskup wileński, sprowadza jezuitów z Braniewa do Wilna
1571 – w Braniewie pierwsza w Polsce Sodalicja Mariańska
1574 – Zofia z Odrowążów Tarnowska funduje kolegium jezuitów w Jarosławiu, pierwsze kolegium na Rusi,
1578 – Akademia Wileńska (Stefan Batory)
1579 – „Żywoty świętych” Piotra Skargi
1579 – pierwsi jezuici w Krakowie za sprawą króla Stefana Batorego
1583 – w Wilnie pierwsze w Polsce wydanie Ćwiczeń duchownych
1583 – król Stefan Batory sprowadza jezuitów do Krakowa i wprowadza ich do kościoła św. Barbary; wkrótce powstaje też nowicjat przy kościele św. Szczepana, oddanym później na potrzeby zakonu
1584 – Piotr Skarga zakłada w Krakowie Bractwo Miłosierdzia
1585 - Stefan Batory, król Polski, zatwierdza darowiznę wsi Wełna, uczynioną przez opata klasztoru trzemeszeńskiego, Wojciecha Mieleńskiego, za wolą królewską i za zgodą konwentu tegoż klasztoru na rzecz klasztoru jezuickiego w Poznaniu
1585 – arcybiskup lwowski Sokołowski sprowadza jezuitów do Lwowa i oddaje na ich potrzeby osobną kaplicę, a jezuita Marcin Laterna głosi kazania w lwowskiej katedrze
1586 – Moscovia, Antonio Possevina
1593 – Nowy Testament w przekładzie Jakuba Wujka
1596 – O lichwie, Marcina Śmigleckiego
1596 – jezuicki dom zakonny powstaje w Toruniu za sprawą Piotra Kostki Stermberga, biskupa chełmińskiego
1597 – Kazania sejmowe Piotra Skargi
1598, 30 sierpnia – męczeństwo pierwszego jezuity – Polaka, Marcina Laterny

### XVII WIEK
1602 – Szczepan Gostomski zapoczątkował powstanie kolegium jezuitów w Sandomierzu
1605 – wyniesienie na ołtarze jezuity Stanisława Kostki
1608 – podział na dwie prowincje: Polską i Litewską
1608 – biskup poznański Adam Nowodworski oddaje jezuitom kolegium w Łomży
1609 – fundacja kościoła pod wezwaniem Narodzenia Najświętszej Marii Panny i Św. Ignacego – biskupa i męczennika, obecnie Matki Boskiej Łaskawej w Warszawie
1611 – Akademia Poznańska (Zygmunt III Waza)
1611 – biskup Marcin Szyszkowski funduje kolegium jezuitów w Płocku
1612 – Skryte rady Towarzystwa Jezusowego Hieronima Zahorowskiego, literatura antyjezuicka
1612 – Stanisław i Paweł Wolscy ufundowali kolegium jezuitów w Rawie Ruskiej
1614 – fundacja kolegium w Krożach przez hetmana Jana Karola Chodkiewicza
1616 – biskup wileński Mikołaj Pac osadza jezuitów w Krożach
1617 – Stanisław Żółkiewski, kanclerz i hetman wielki koronny, sprowadza jezuitów do Baru; tamtejsze kolegium wspiera nowymi nadaniami hetman Stanisław Koniecpolski
1618 – biskup chełmiński Jan Kuczborski przekazuje jezuitom dom w Malborku
1618 – Jan Gostomski ufundował dom zakonny w Wałczu
1619 – biskup Kuczborski funduje kolegium jezuitów w Bydgoszczy
1619, 7 września – męczeństwo jezuity Melchiora Grodzieckiego
1621-32 – Thesaurus polono – latino – graecus, Grzegorza Knapskiego
1621 – Lew Sapieha, podkanclerzy litewski, ufundował kolegium jezuitów w Brześciu Litewskim
1621 – biskup Łucki Paweł Wolski lokuje zakon jezuitów w Brześciu Litewskim
1621 – biskup Jan von Gleissen osadza jezuitów w Chojnicach
1622, 12 marca – kanonizacja jezuitów: Ignacego Loyoli i  Franciszka Ksawerego
1625 – wyjazd do Chin Andrzeja Rudominy
1625 – Anna Chodkiewiczowa, żona Jana Karola Chodkiewicza, oddaje jezuitom Kolegium w Ostrogu
1626 – De perfecta poesi, Macieja Kazimierza Sarbiewskiego
1631 – Albrycht Stanisław Radziwiłł funduje kolegium jezuickie w Pińsku
1632 – prace o niewolnictwie Maryjnym Stanisława Fenickiego i Jana Chomentowskiego
1636 – Parallela horoscopa, Oswalda Krügera
1643 - przyszły król Rzeczpospolitej Obojga Narodów, Jan II Kazimierz Waza, wstępuje do  nowicjatu jezuickiego w Loreto we Włoszech, lecz opuszcza je dwa lata później.
1643, 23 marca – w Japonii męczeństwo Wojciecha Męcińskiego
1650 – De piis erga Deum affectibus, Mikołaja Łęczyckiego
1656 – Flora sinensis, Michała Boyma
1657, 16 maja – męczeństwo jezuity Andrzeja Boboli
1661 – Akademia Lwowska (Jan Kazimierz)
1661 – Analecta mathematica, Adama Kochańskiego
1673 – Bartłomiej Nataniel Wąsowski założył w Jarosławiu studium matematyczne
1683 – Meta cordium, Kaspra Drużbickiego
1687 – przy kolegium warszawskim pierwszy budynek teatralny
1690 – Architekt polski, Stanisława Solskiego

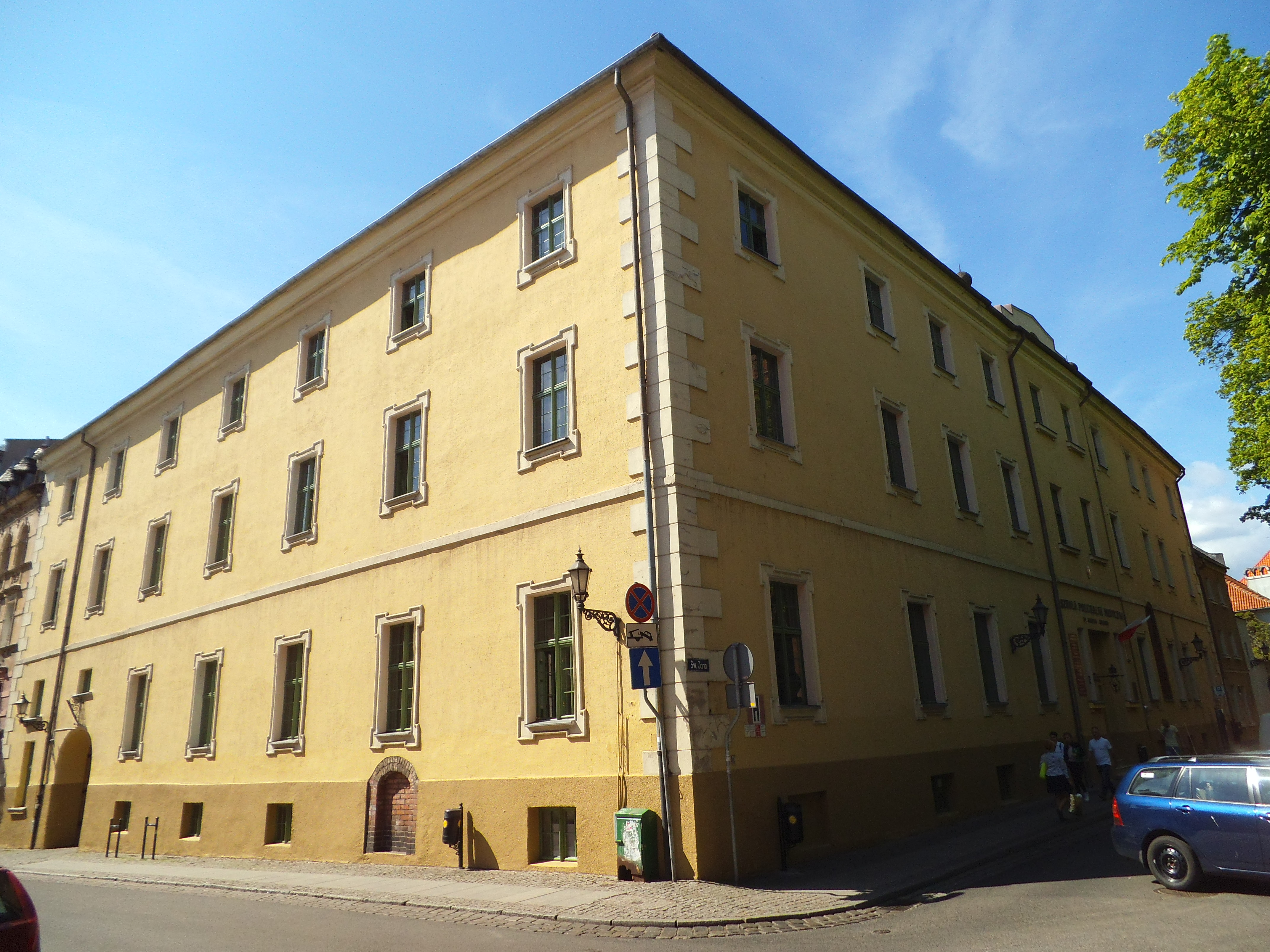
Dawne Kolegium Jezuickie w Toruniu

1698 – otwarcie kolegium jezuickiego w Toruniu

### XVIII WIEK
1721 – Historia naturalis, Gabriela Rzączyńskiego
1726, 31 grudnia – kanonizacja jezuity Stanisława Kostki
1728 – pierwszy tom herbarza Kaspra Niesieckiego
1737 – narodziny prasy jezuickiej (Kurier Polski)
1752 – fundacja Collegium Nobilium jezuitów w Warszawie
1755 – podział na cztery prowincje: Małopolską, Wielkopolską, Litewska i Mazowiecką
1764-68 – edycja Zbioru dziejopisów polskich Franciszka Bohomolca
1765-76 – Doświadczenia skutków rzeczy, Józefa Rogalińskiego
1769 – Geografia, Karola Wyrwicza
1770 – początek edycji Zabaw Przyjemnych i Pożytecznych
1773 – brewe Klemensa XIV, Dominus ac Redemptor (kasata jezuitów)
1780 – Historia narodu polskiego, Adama Naruszewicza
1782 – Stanisław Czerniewicz wybrany tymczasowym Wikarym Generalnym na terenie Rosji od 1782 do 1785
1782 – Budowanie wiejskie, Piotra Świtkowskiego
1785 - Gabriel Lenkiewicz-Ipohorski wybrany tymczasowym Wikarym Generalnym na terenie Rosji od 1785 do 1798
1787 – Powinności nauczyciela, Grzegorza Piramowicza
1799 - Franciszek Kareu wybrany tymczasowym Wikarym Generalnym na terenie Rosji od 1799 do 1801

### XIX WIEK
1801 - Gabriel Gruber wybrany tymczasowym Wikarym Generalnym na terenie Rosji od 1801 do 1812
1812 – Tadeusz Brzozowski 19 generałem Towarzystwa Jezusowego
1812 – kolegium jezuitów w Połocku przekształca się w Akademię Połocką
1814, 7 sierpnia – Pius VII, bullą Sollicitudo omnium ecclesiarum, przywrócił Towarzystwo Jezusowe
1820 – wydalenie jezuitów z Rosji
1828 – Jan Paweł Woronicz prymasem Królestwa Polskiego
1853, 30 października – beatyfikacja jezuity Andrzeja Boboli
1872 – założenie wydawnictwa w Krakowie (dziś: Wydawnictwo WAM)
początek edycji Posłańca Serca Jezusowego
1878–1905 – misja podlaska
1884 – początek edycji Przeglądu Powszechnego
1886 – otwarcie Zakładu Naukowo-Wychowawczego w Chyrowie
1894 – polskie wydanie Ćwiczeń w przekładzie Jana Roothaana
1896 – Wieczory nad Lemanem, Mariana Morawskiego
1898 – wyjazd Jana Beyzyma na Madagaskar

### XX WIEK
1900-06 – edycja Jezuici w Polsce Stanisława Załęskiego
1905, 15 stycznia – beatyfikacja jezuity Melchiora Grodzieckiego
otwarcie domu rekolekcyjnego w Czechowicach-Dziedzicach
1906 – Związek Młodzieży Przemysłowej i Rękodzielniczej Mieczysława Kuznowicza
1912 – polska misja w Północnej Rodezji (dzisiejsza Zambia)
1914 – Bóg człowiek (synopsa Ewangelii), Władysława Szczepańskiego
1915 – Włodzimierz Ledóchowski 26 generałem Towarzystwa Jazusowego
1916 – Friedrich Muckermann założył w Wilnie Ligę Robotniczą – pierwszy katolicki związek zawodowy w Polsce
1921 – otwarcie gimnazjum w Wilnie
1926 – zainicjowanie misji wschodniej
otwarcie kolegium Bobolanum w Lublinie
1935 – otwarcie domu pisarzy w Warszawie
1936 – otwarcie domu rekolekcyjnego w Częstochowie
1937 – otwarcie gimnazjum w Gdyni
1938, 17 kwietnia – kanonizacja jezuity Andrzeja Boboli
powstanie Polskiej Sekcji Radia Watykańskiego
1939 – pierwsze represje ze strony najeźdźców:
aresztowania przez Niemców: 3.09 Cieszyn, 5.09 Kalisz; 18.09 Łęczyca; 26.09 Poznań; 04.10 Warszawa; 6.10 Grudziądz (prawdopodobnie od razu rozstrzelani); 14.10 Kraków; 23.10 Gdynia (rozstrzelani w listopadzie); 9.11 Lublin; 10.11 Kraków; 23.11 Lublin;
aresztowania przez Rosjan: 21 września – Pińsk; 27 września – w Przyłbicachk. Lwowa rozstrzelany przez Rosjan Mariusz Skibniewski
1944, 2 sierpnia – dokonanie masakry przez Niemców w domu pisarzy w Warszawie

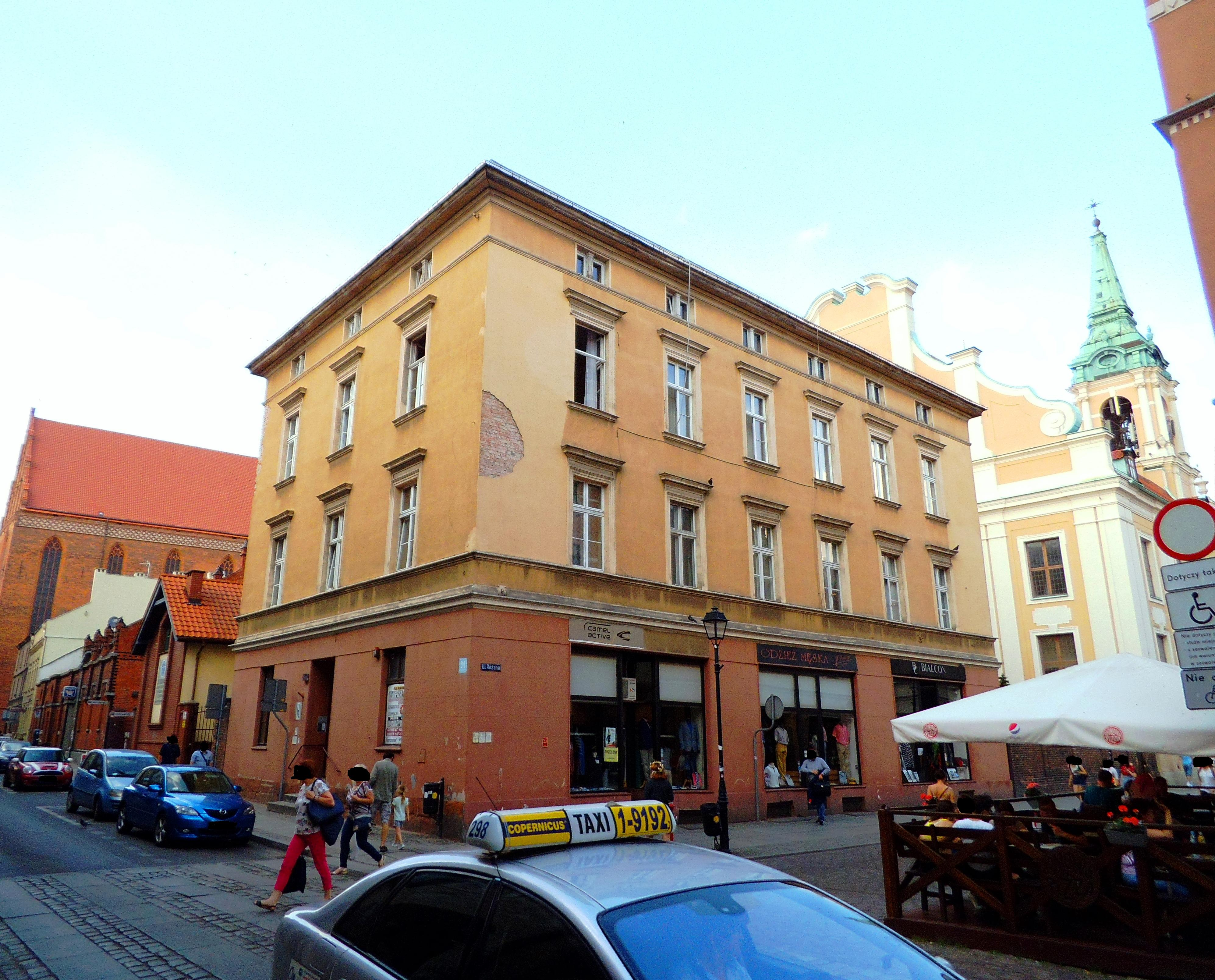
Klasztor w Toruniu

1945, 4 kwietnia – otwarcie domu zakonnego w Toruniu
1945, 19 grudnia – aresztowanie M. Oleksego,
początek represji Zakonu przez władze PRL
1949, 14 września – rozstrzelanie Władysława Gurgacza
1952 – przeniesienie do Warszawy Wydziału Teologicznego Bobolanum
1955 – Adam Kozłowiecki biskupem Lusaki
1958 – w Rzymie rozpoczął działalność Papieski Instytut Studiów Kościelnych
1962 – początek misji Serca Jezusowego
1963 – początek działalności Centrum Katechetycznego
1974 – nawiązanie łączności z pracującymi w konspiracji jezuitami na Litwie
1994 – ponowne otwarcie gimnazjum w Gdyni
1995, 2 lipca – kanonizacja jezuity Melchiora Grodzieckiego
1998, 18 stycznia - Jan Paweł II mianuje Adama Kozłowieckiego kardynałem